# Låtefossen
Låtefoss är ett 165 meter högt vattenfall i Ullensvangs kommun i Vestland fylke. Det är det mest kända av vattenfallen i Oddadalen, som har flera vattenfall på en sträcka av 10 km. Fallhöjden är 51 meter och vattnet faller 165 meter över en sträcka på 400 meter.
Vattenfallet har en speciell dragningskraft på turister. Det består av två separata vattendrag som rinner ner från sjön Lotevatnet. De två vattendragen möts halvvägs, strax före riksväg 13, där en bro finns precis framför vattenfallet och ger en spektakulär utsikt. Vattenfallet är skyddat, och det har jämnt vattenflöde året runt.
Låtefossen var ett favoritmål för engelska och tyska turister som besökte Odda på 1800-talet. För att komma till vattenfallet kördes turisterna med häst och vagn från fjorden upp längs Sandvindsvatnet och vidare upp i Oddadalen till Låtefossen. Det fanns också ett hotell vid vattenfallet. Idag kan man hitta rester av hotellets grund på södra sidan av området.

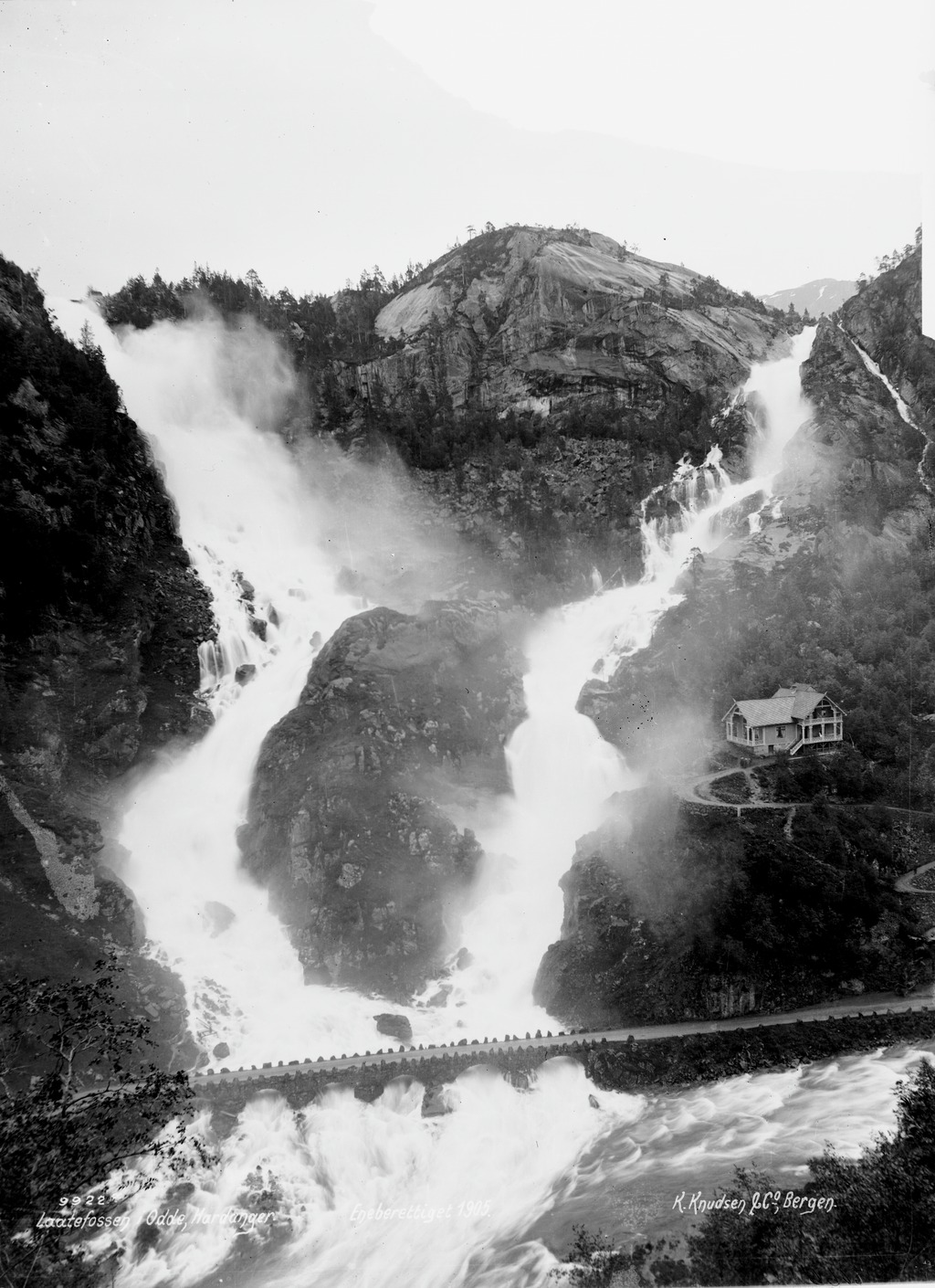
Två fåror som möts ca. 1900

## Trafik
Den gamla vägen ner från Odda och upp till Låtefossen är i dag en del av Riksvei 13 (huvudväg 13), som korsar den nederste delen av vattenfallet på en stenbro med sex valv. Det finns en kiosk vid vägen nära vattenfallet.